# هیستینگز (مینه‌سوتا)
هیستینگز  (به انگلیسی: Hastings) شهری در شهرستان داکوتا ایالت مینه‌سوتا در کشور ایالات متحده آمریکا است که جمعیت آن در سرشماری سال ۲۰۱۰ میلادی، ۲۲۱۷۲ نفر بوده‌است.